# Franciszek Gołembski
Franciszek Mateusz Gołembski – polski historyk filozofii, filozof polityki, politolog, kulturoznawca, antropozof, profesor zwyczajny Wojskowej Akademii Technicznej.
W 1963 ukończył studia na Wydziale Filozoficzno-Historycznym Uniwersytetu Jagiellońskiego. W 1973 uzyskał stopień doktora, zaś w 1983 stopień doktora habilitowanego nauk politycznych. 20 stycznia 1993 uzyskał tytuł profesora. Obecnie jest profesorem zwyczajnym na Uniwersytecie Warszawskim.
W przeszłości współpracował z Polskim Instytutem Spraw Międzynarodowych. Od 1996 jest pracownikiem Instytutu Nauk Politycznych Uniwersytetu Warszawskiego. Był Pełnomocnikiem Dziekana Wydziału Dziennikarstwa i Nauk Politycznych UW ds. europeistyki, a w 2006 objął funkcję kierownika Katedry Europeistyki. Współpracuje też z Wojskową Akademią Techniczną w Warszawie i Wyższą Szkołą Humanistyczno-Ekonomiczną w Łodzi.
W działalności naukowej zajmuje się m.in. problematyką filozofii polityki, stosunków międzynarodowych, integracji europejskiej i ich uwarunkowań kulturowych.

## Publikacje
- Współpraca kulturalna w procesie budowy europejskiego ładu pokojowego, Warszawa 1979
- Bałkany: determinanty stabilności, Warszawa, 1982
- Rola kultury w procesie kształtowania współpracy międzynarodowej, Warszawa 1984.
- Czynnik społeczny w kształtowaniu współczesnych stosunków międzynarodowych, Warszawa 1991
- Podstawowe modele w procesie formułowania założeń rosyjskiej polityki zagranicznej, Warszawa 1993
- Bałkany w latach 1989-1993: problemy bezpieczeństwa regionalnego, Warszawa 1994
- Droga Turcji do Unii Europejskiej: stan i perspektywy, Warszawa 1994
- Polityka bezpieczeństwa Rumunii, Mołdowy i Bułgarii, Warszawa 1996
- Brytyjskie koncepcje bezpieczeństwa europejskiego, Warszawa 1996
- Stosunki kulturalne na Bałkanach, Warszawa 2001
- Polityka zagraniczna Wielkiej Brytanii, Warszawa 2001
- Tożsamość europejska, Warszawa 2005 (red.)
- Jedność europejska, Warszawa 2006